# Verbena moranii
Verbena moranii — вид трав'янистих рослин родини Вербенові (Verbenaceae), ендемік пн.-зх. Мексики.

## Опис
Багаторічна рослина. Стебел 3–10 від основи, вони від прямостійних до висхідно-прямостійних, ≈30–70 см, від оголених до розсіяно волосистих. Листки зворотнояйцеподібні, овальні або ланцетоподібні в контурі, базальні й нижні стеблові листки опадають із цвітінням, листові пластини середини стебла 1.5–3.5 см x 4–11 мм, поля зубчасті, з 1–4 зубцями на кожну сторону, іноді 3-лопатеві або перисто-лопатеві, жилки примітні на верхній поверхні, волосисті, знизу волосисті переважно вздовж жилок. Колосків 1 або 3(5) з дистальних гілок, 8–20(30) см. Чашечки 3.5–4 мм. Віночки від світло-блакитного до темно-синього кольору, трубки 3.5–5(6) мм, на 1–3 мм довше чашечок. Горішки 2–2.5 мм. Цвітіння: квітень — жовтень.

## Поширення
Ендемік пн.-зх. Мексики.
Населяє скелясті схили; 780—1425 м у Баха-Каліфорнії.